# Paul Faucher (athlétisme)
Paul Faucher (né le 6 février 1920 à Breloux-la-Crèche et mort le 15 avril 2007 à Ballainvilliers) est un athlète français, spécialiste du saut en longueur.

## Biographie
Il remporte à trois reprises le titre de champion de France du saut en longueur en 1950, 1951 et 1952. Il participe aux Jeux olympiques de 1952, à Helsinki, et se classe huitième de la finale de la longueur avec un saut à 7,02 m.

### Palmarès
| Date | Compétition     | Lieu     | Résultat | Épreuve          |
| ---- | --------------- | -------- | -------- | ---------------- |
| 1952 | Jeux olympiques | Helsinki | 8e       | Saut en longueur |

### Records
| Épreuve          | Performance | Lieu | Date |
| ---------------- | ----------- | ---- | ---- |
| Saut en longueur | 7,59 m      |      | 1950 |